# Zanzibar...
Zanzibar... es el noveno álbum publicado en el año 2000, en el mundo entero, del cantautor Salvatore Adamo. Con canciones totalmente renovadas y con su nuevo estilo impuesto, este CD hace referencia a los míticos sonidos europeos, al mundo actual y a la memoria. "Zanzibar..." es la primera canción del álbum y se destaca por el tiempo que dura (más de 6 minutos).
Solo una canción ha sido traducida al español por el mismo Adamo: "J'te Lache Plus", traducida como "Te Tengo y Te Guardo". La primera presentación en vivo de este tema fue en el Festival de la Canción de Viña del Mar en el año 2003, en Chile.

## Lista de canciones
1. "Zanzibar..."
2. "Eve de mon Rêve"
3. "J'te Lache Plus"
4. "20 Ans"
5. "Tant D'Amour Qui Se Perd" 
  - en dúo con Maurane
6. "Mon Voisir Sur La Lune"
7. "Et Le Temps S'arrêtait"
8. "Ô Monde!"
9. "Un Air En FA Mineur"
10. "Douceur"
11. "Ne T'en Va Pas"
12. "Mari Modèle"
13. "Toi Et Moi, Jour Après Jour" 
  - con Marie-Laure Berault
14. "Mon Doloureux Orient"

- Datos: Q6170906